# Associazione nazionale teleradio indipendenti
L'Associazione nazionale teleradio indipendenti (in acronimo ANTI) è stata una associazione di categoria italiana fondata nel 1974 per la difesa dell'emittenza radiotelevisiva medio-piccola oggi confluita con altre associazioni in Aeranti-Corallo.
Venne costituita il 12 ottobre 1974, a Viareggio, da un gruppo di imprenditori radiotelevisivi, che si proponevano di contrastare ed abbattere il monopolio statale delle radiodiffusioni, e di promuovere la libertà di espressione e di informazione delle emittenti locali radiotelevisive. Presidente venne nominato per acclamazione l'avvocato Eugenio Porta uno dei protagonisti più tenaci delle iniziative legali a difesa della "libertà di emittenza" e ne venne stabilita la sede legale a Sampierdarena. Nel corso dei primi anni l'Anti raccoglieva le adesioni di un gran numero di emittenti da ogni parte d'Italia patrocinandone i problemi legali mentre continuava l'impegno per ottenere l'emanazione di molte delle norme legislative occorrenti contrastando quelle limitative o "distorsive" del settore. Nel 1984 l'Anti entrava a far parte dell'Air-Iab, l'Associazione mondiale radio-televisiva.
Nel 1998 l'ANTI costituiva insieme all'AER (Associazione editori radiotelevisivi) e al Corallo (Consorzio radiotelevisioni locali) una federazione che prendeva il nome di "Coordinamento Aeranti-Corallo" raggiungendo la rappresentanza di oltre 1200 imprese radiotelevisive sulle circa 1700 del settore con una rappresentatività del 60% del settore televisivo locale e del 78% di quello radiofonico locale.
Venne deliberata poi l'unificazione tra AER e ANTI, divenuta operativa dal 1º gennaio 2002. Dell'Aeranti fu eletto presidente l'avvocato Marco Rossignoli (già presidente dell'AER) mentre Eugenio Porta venne nominato presidente onorario. 
In seguito la fusione divenne definitiva con la costituzione dell'AERANTI-CORALLO.